# 中东司令部

英國中東司令部徽標

中东司令部是英国陆军司令部于二战前在埃及建立的一个英军司令部，它的主要作用是指挥英国陆军及协调有关海军和空军的司令部，以此保卫英国在中东和东地中海地区的利益。司令部监管在西部沙漠、东非、希腊和中东的军事行动。
随着轴心国在西部沙漠的失败和火炬行动期间其他英美军队的登陆，中东司令部的控制权从陆军转移到新成立的盟军总部。